# Lissonota tinctibasis
Lissonota tinctibasis là một loài tò vò trong họ Ichneumonidae.